# Karl von Lukas

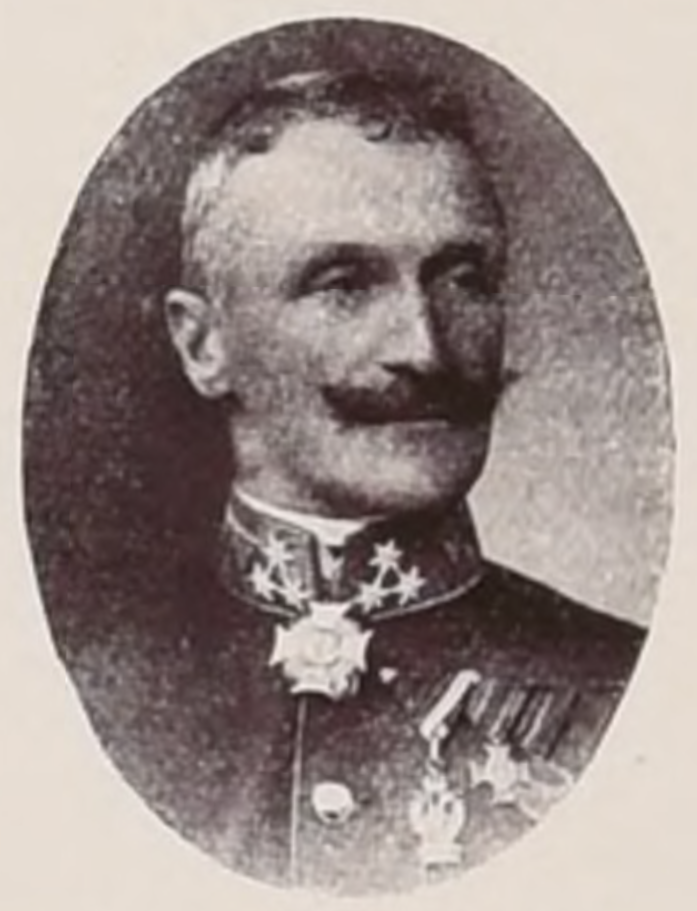
Karl von Lukas (1908)

Karl Albert Freiherr von Lukas (* 7. September 1860 in Lemberg; † 8. März 1932 in Berlin-Zehlendorf) war General der Infanterie im k.u.k. Heer. Er wurde als Kommandant der 19. Infanteriedivision und des 24. Korps eingesetzt.

## Leben
Sein Vater war Militärkassenbeamter. Lukas besuchte das Militärcollegium und die Militäroberrealschule in St. Pölten.
Er erhielt seine Offiziersausbildung an der Maria-Theresia-Militär-Akademie in Wiener Neustadt. Neben deutsch sprach er ausgezeichnet französisch sowie polnisch für den Dienstgebrauch und notdürftig ungarisch und rumänisch. Er hatte eine Tochter und einen Sohn.
Lukas wurde am 31. Mai 1910 zum Generalmajor und am 13. Mai 1913 zum Feldmarschall-Leutnant ernannt. Nach Ausbruch des Ersten Weltkrieges kam er als Kommandant der 19. Infanterietruppendivision an der galizischen Front zum Einsatz und führte diese Division im Herbst 1914 in der Schlacht von Komarów. Auf den Höhen von Myślenice wurde er am 1. Dezember 1914 schwer verwundet, als er die vordersten Linien inspizieren wollte. Dabei erlitt er eine Fraktur im Oberschenkelbereich und sein Bein musste in Folge um 4 cm verkürzt werden. Dies glich er durch einen erhöhten Absatz des Stiefels aus um seine Frontdiensttauglichkeit nicht zu schmälern. Noch 1915 wurde er zum Militärkommandanten von Prag befördert und 1916 als Festungskommandant von Krakau eingesetzt. Am 15. Mai 1917 erfolgte seine Ernennung zum General der Infanterie und zum Kommandanten des XXIV. Korps an der Isonzofront. Ab Oktober 1917 im Rahmen der 2. Isonzo-Armee eingesetzt, unterstanden dem XXIV. Korps vier Divisionen. Hoch dekoriert wurde Lukas zum Freiherrn erhoben. Aus Gesundheitsgründen wurde er im Frühjahr 1918 durch General Goiginger abgelöst und verbrachte die letzten Monate des Krieges als Grazer Militärkommandant. Am 1. Oktober 1918 legte Lukas in Graz vor dem Wohlfahrtsausschuss einen Eid auf den sich gerade bildenden Staat Deutschösterreich ab.
Nach dem Zusammenbruch der Monarchie beantragte er die Übernahme in das Bundesheer der Republik mit dem Zusatz, sein Eid auf den Kaiser dürfe nicht berührt werden. Da dies so nicht akzeptiert werden konnte, trat Lukas zum 1. Januar 1919 in Ruhestand.
Er erhielt ab 1919 seine Pension, aber nicht von Österreich, sondern von Polen, da er in Lemberg geboren war. Er zog nach Berlin und war dort im Vorstand einer Versicherung.
1932 starb Lukas in Berlin. Er wurde mit Ehrensalve und österreichischer Kaiserhymne begraben.
Im österreichischen Staatsarchiv ist die Akte Lukas mit elf Seiten erhalten.